# نوريهيرو ساتسكاوا
نوريهيرو ساتسكاوا (باليابانية: 薩川 了洋) (18 أبريل 1972 في شيزوكا في اليابان – )؛ هو لاعب كرة قدم ياباني سابق كان يلعب كمدافع.

## وصلات خارجية
- نوريهيرو ساتسكاوا على موقع رابطة كرة القدم اليابانية للمحترفين (اليابانية)
- نوريهيرو ساتسكاوا على موقع قاعدة بيانات كرة القدم.إي يو (الإنجليزية)
- نوريهيرو ساتسكاوا على موقع Soccerway.com (الإنجليزية)
- نوريهيرو ساتسكاوا على موقع عالم كرة القدم.نت (الإنجليزية)